# San Antonio de Padua
L'Església de San Antonio de Padua és una església catòlica del terme municipal de Granadilla de Abona, a l'illa de Tenerife, Canàries, Espanya, que és la parròquia matriu del municipi. L'església està declarada bé d'interès cultural (BIC) dins la categoria de monument. És considerada com una de les esglésies més importants del sud de l'illa de Tenerife. Destaca per la seva torre d'inspiració morisca i la seva portada barroca del segle xviii.

## Història

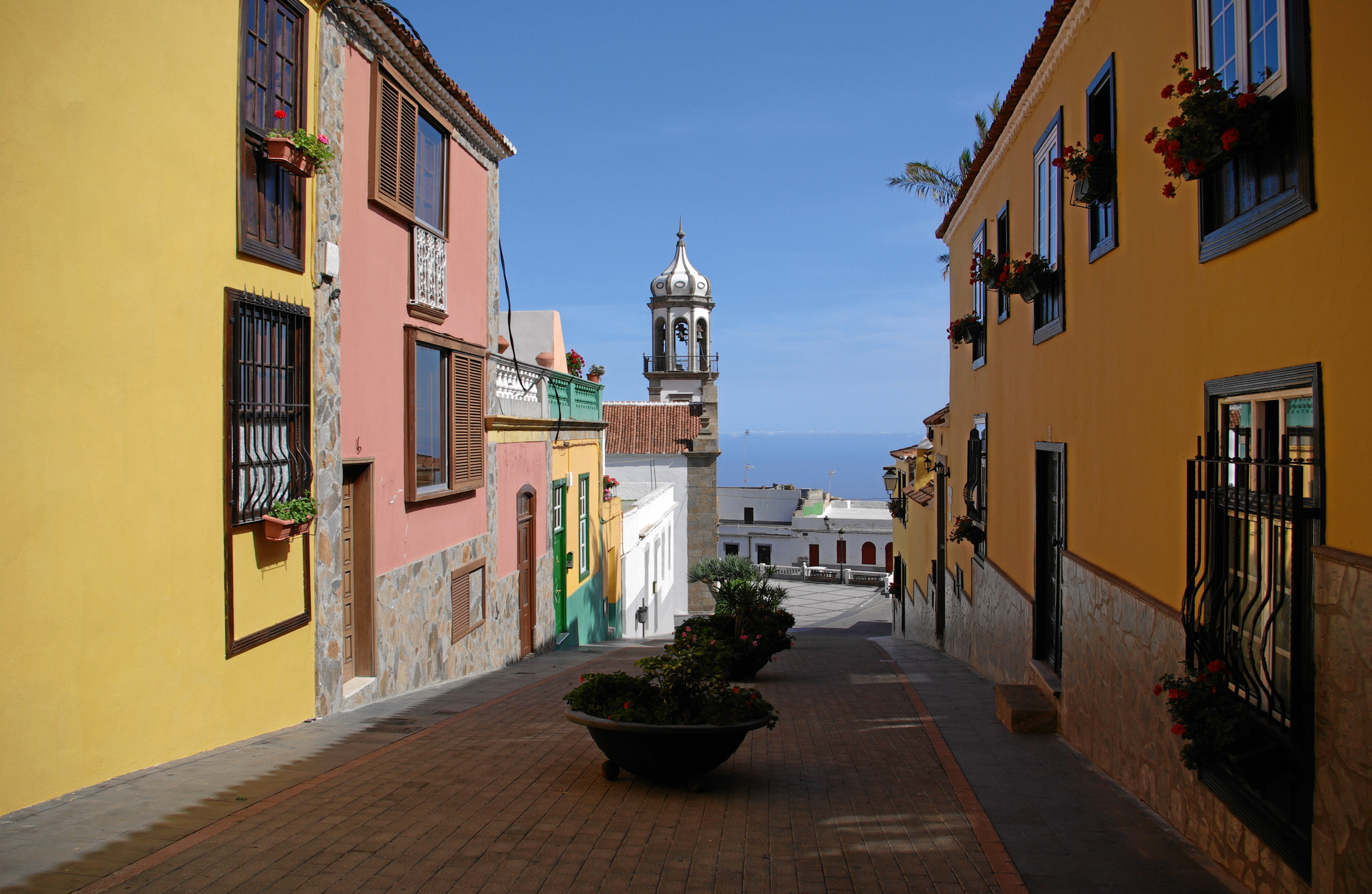
Una vista de la torre de l'església de San Antonio de Padua

Una primitiva ermita dedicada a Sant Antoni de Pàdua va ser construïda cap al 1570 pel fundador de Granadilla, el poblador portuguès Gonzalo González Zarco. L'ermita va ser erigida en parròquia el 30 de gener de 1617 pel bisbe de Canàries Antonio Corrionero, i va ser el primer fillol de l'església de Sant Pere Apòstol de Vilaflor de Chasna. Pel seu mal estat, l'edifici original va ser enderrocat el 1645 per construir un nou temple i el 1711 tornà a ser aixecat. Les obres s'allarguen durant tot el segle xviii, i els últims elements que van ser construïts van ser la capella major i el creuer. El 1885 es va construir la torre, amb la qual es va acabar el temple.

## Arquitectura
És una edificació d'una sola nau de creu llatina i coberta per teginat mudèjar de parell i artell amb decoració geomètrica. Els motius decoratius es concentren en els vuit tirants que reforcen el buc del temple i descansen sobre cans, així com en les variades formes de rombes i estels que enriqueixen els sostres de la capella major i les laterals. Destaquen tres arcs de mig punt amb pedreria, el principal es troba al creuer i els altres dos s'obren a aquest des de les capelles. Posseeixen columnes corínties adossades, amb plints caracteritzats per la seva decoració floral —en el del costat de l'Epístola— i motius esquemàtics i cruciformes —en el del costat de l'Evangeli.
Les obertures són escasses, dues a cada costat de la nau, dues altres a la capçalera, i una d'addicional en l'extrem de cada capella, així com dues grans portades laterals i una frontal de doble fulla.
A l'exterior, la façana està construïda amb pedreria de pedra xasnera, emmarcada en dues grans pilastres rematades per sengles copons. La portada barroca de mig punt està delimitada per columnes corínties que sostenen un fris amb decoració floral sobre el qual es disposa un frontó triangular en els vèrtexs laterals del qual se situen dos pinacles, sobre el qual apareix un òcul acristallat amb el símbol de Sant Antoni. En el timpà apareixen esculpits els símbols de Sant Pere —la tiara papal i les claus. El barroquisme de la façana s'accentua amb la cornisa curvilínia en el seu extrem superior. La coberta és de teula romana a dues aigües.
La torre, de planta quadrada, s'emplaça als peus del temple —al costat de l'Epístola— i consta de tres cossos separats per cornises de pedreria i paraments de maçoneria amb pilastres cantoneres. Com a rematada, hi ha un cos octogonal, configurat per vuit arcs de mig punt separats per pilars amb mitges columnes adossades i coberta per una petita cúpula bulbosa, de reminiscències romanes d'Orient.

## Bé d'interès cultural
L'església i els béns mobles vinculats a la mateixa van ser declarats bé d'interès cultural pel Govern de Canàries el 19 de maig de 2006.
Els béns mobles que posseeix són:
- Quadre d'ànimes, oli sobre llenç, autor anònim segle XVIII
- Retaule on es troba la Verge dels Dolors, autor anònim, barroc, segles XVII-XVIII
- Verge dels Dolors, escultura de vestir, autor anònim, segle XVIII
- Sant Josep, escultura d'embalum rodó (sense nen), autor anònim, segles XVII-XVIII
- Santa Rita de Casia, escultura d'embalum rodó.
- Retrat de Sant amb crucifix, oli sobre llenç, autor anònim.
- Verge de Candelaria, oli sobre llenç.
- Imatge de Sant Francesc, escultura d'embalum rodó, autor anònim, segle XVIII
- Sant Lluis Bisbe, escultura d'embalum rodó, autor anònim, segle XVIII
- Retaule Major, autor anònim, segle XIX
- Imatge de Sant Antoni de Pàdua, escultura d'embalum rodó, autor anònim, segle XVIII
- La nostra Senyora del Rosari, escultura de vestir, autor anònim, segle XVIII
- Sant Ferran Rei, imatge d'embalum rodó, autor anònim, segle XVIII
- Retaule de petites dimensions, autor anònim, segle XVII
- Imatge del Crist del Descendiment, escultura d'embalum rodó amb els braços articulats, autor anònim, segle xviii (pasta de fusta).
- Púlpit, en la paret de l'Evangeli, al costat de l'arc toral.
- Retaule amb pintura en l'àtic del Senyor de la Cañita en l'àtic, autor anònim, segles XVIII-XIX
- Retaule amb pintura de Crist abraçant a Sant Francesc (Descendiment), oli sobre llenç adossat, autor anònim, segle xix
- Imatge de Sant Antonio, embalum rodó, autor anònim, segle xvii
- Crucificció (petit format), embalum rodó, autor anònim, segle xviii
- Sant Sebastià, escultura d'embalum rodó, segle xvii, possible procedència americana.
- Saint Lucia (petit format), escultura d'embalum rodó, segle xviii
- Crucifixat, oli sobre creu de fusta, segle xviii, autor anònim.
- Saint Lucia, (una altra) escultura d'embalum rodó, segle xviii, autor anònim.
- La nostra Senyora de Guadalupe, oli sobre llenç, autor anònim, segle XVIII
- Llum del Santíssim, plata tallada i repujada, segles XVII-XVIII
- Corona de Sant Ferran, plata tallada, segles XVIII-XIX
- Incensari, plata tallada i repujada, segle xviii
- Creu de plata, tallada, segle xviii i, autor anònim.
- Custòdies de plata tallada i repujada (dues), candelers (10), plata sobredorada, any 1738.
- Sant Joan, escultura de vestir, segles xvii-XVIII, autor anònim.
- Immaculada, escultura de vestir, segles xvii-XVIII, autor anònim.
- Santa Bàrbara, escultura d'embalum rodó, segle xviii, autor anònim.
- Senyor de la Cañita (antic Crist de la columna, va estar en El Calvari, després en la Capella del Cementiri, es va transformar en Senyor de la Cañita afegint-li el mantell de guix), embalum rodó, segle XVIII
- Bust femení, escultura d'embalum rodó, sense policromar, segle xvii, autor anònim.
- Senyor de l'Hort, escultura de vestir, segle xvii, autor anònim (falten les mans i els peus).
- Sant Francesc, escultura d'embalum rodó, segles XVII-XVIII, autor anònim.
- Sant Pere i Sant Pau, escultures d'embalum rodó, sense policromar, segles XVII-XVIII, autor anònim.
- Sagrari, segle xviii (fusta), autor anònim.